# Kostel Billettes
Kostel Billettes (francouzsky Église des Billettes) je původně klášterní kostel ve 4. obvodu v Paříži v ulici Rue des Archives. Klášter byl během Francouzské revoluce zrušen a kostel byl v 19. století přidělen francouzské luteránské církvi. Z kláštera se dochoval gotický ambit. Komplex je chráněn jako historická památka.

## Historie
V roce 1294 zde byla postavena kaple na počest zázraku, který se zde údajně stal. Místní žid Jonathan znesvětil hostii tím, že ji rozřezal nožem až začala krvácet. Poté ji vhodil do vařící vody. Jonathan byl odsouzen upálením na náměstí Place de Grève. Stavbě se rovněž říkalo Maison où Dieu fut bouilli (Dům, kde byl uvařen Bůh).
V roce 1299 povolal Filip IV. Sličný do Francie pro náboženské služby řád johanitů, kterým se přezdívalo Billettes (podle škapulíře obdélníhového tvaru) a věnoval jim tento svatostánek. Kostel se stal významným poutním místem, takže komunita získala značné množství darů a nechala provést obnovu kostela. Ta proběhla v roce 1405 a v roce 1427 přibyly hřbitov a ambit. Ačkoli byla stavba několikrát změněna a obnovena, jedná se dnes o jediný středověký klášter, který se dochoval v Paříži. Stavby nad galerií pocházejí ze 17. a 19. století.

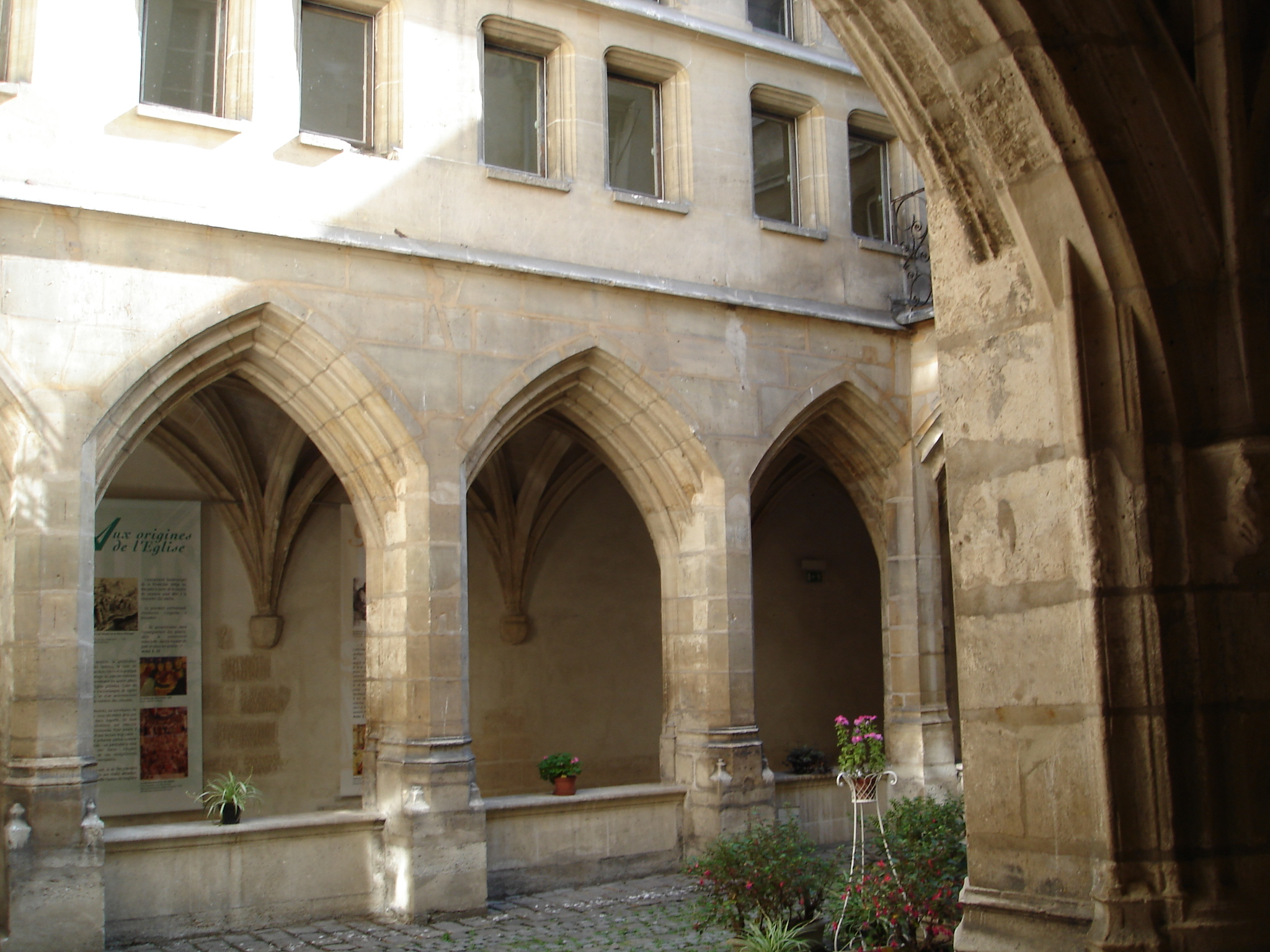
Ambit bývalého kláštera

V roce 1633 kostel převzali karmelitáni. Od počátku 17. století chtěli přestavět gotický kostel z 15. století, ale narazili na odpor sousední farnosti Saint-Jean-en-Grève, kde viděli v tomto projektu omezení jejich příjmů. Dohoda mezi stranami byla stvrzena v únoru 1632 a schválena pařížským parlamentem v květnu 1633. Spor se obnovil v polovině 18. století při příležitosti nových projektů na rozšíření kostela. V roce 1742 se karmelitáni rozhodli oživit plány na přestavbu svého kostela. Výstavbou byl pověřen architekt Jacques Hardouin-Mansart de Sagonne (1711–1778). Ten plánoval přesunout kostel na sousední pozemek, který patřil karmelitánům a otevřít jej do ulice Rue Sainte-Croix-de-la-Bretonnerie. Kapacita kostela by tak vzrostla z 960 na 1200 věřících. Farnost Saint-Jean-en-Grève toto viděla jako výrazné porušení dohody z roku 1632 a podala proti návrhu odpor k pařížskému parlamentu. Definitivně byl spor vyřešen dohodami ze září 1755 a července 1756. Projekt musel být několikrát upraven a teprve v letech 1754–1758 mohla proběhnout rekonstrukce.
Během Francouzské revoluce byly kostel i klášter zrušeny a rozprodány. V roce 1808 císař Napoleon Bonaparte pověřil město Paříž k převodu budov konzistoři luteránské církve. V roce 1812 se sem luteránská církev přestěhovala.
Vybavení kostela pochází převážně z období císařství a panování Ludvíka Filipa, kromě oltáře, který je současný. Varhany byly vyrobeny v letech 1982–1983. V současné době v kostele probíhají pravidelně koncerty a ambit slouží jako výstavní síň pro mladé umělce.